# Quechua (popolo)

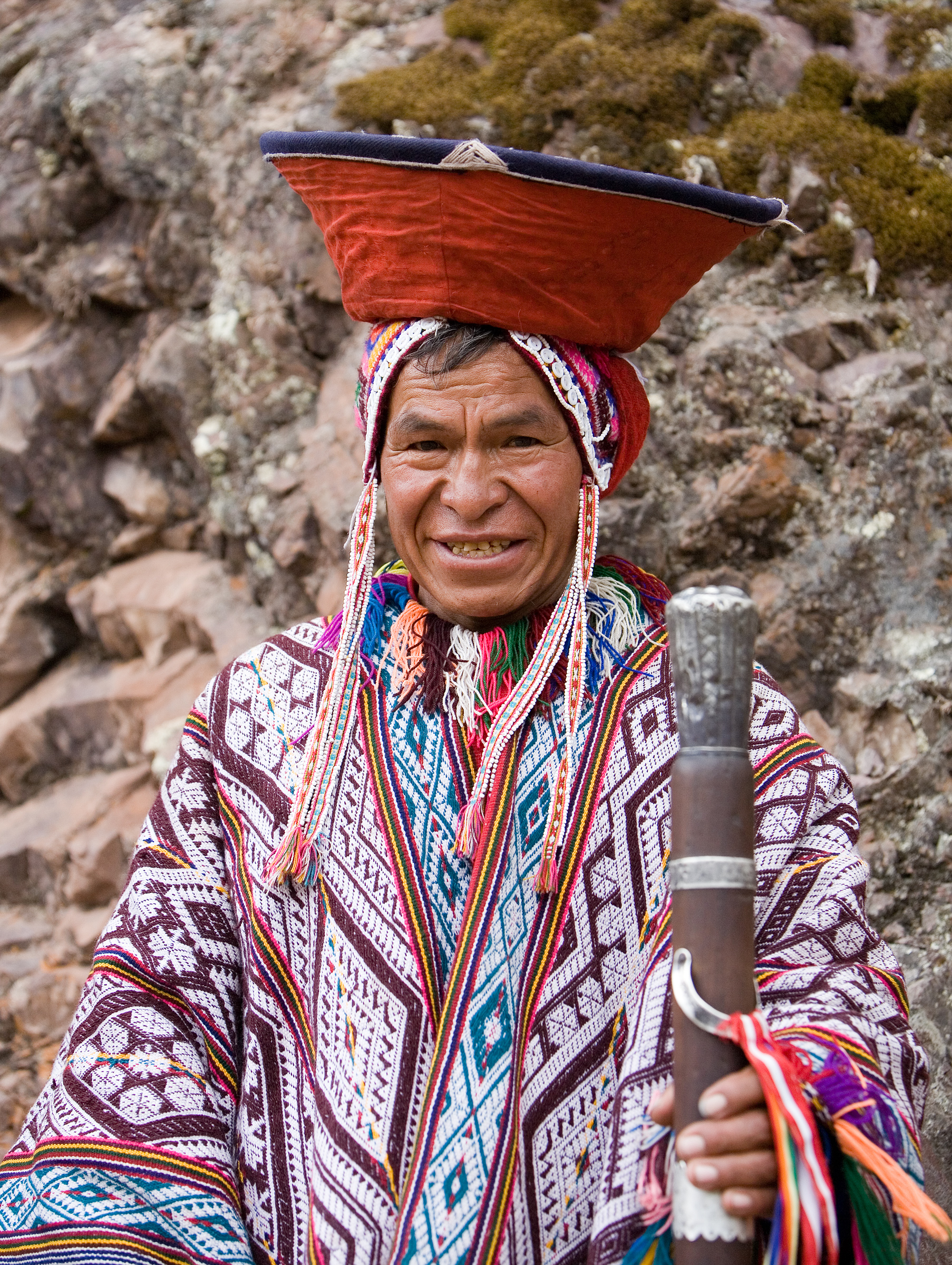
Un uomo delle Ande, in costume tradizionale.

Per popolo quechua o quichua (termine spagnolo), anche scritto checiua o chiciua (con grafia italiana), s’intende l'insieme degli individui che, pur appartenendo a differenti sottogruppi etnici, ha come lingua madre una lingua appartenente alla famiglia quechua. Costituiscono la maggioranza della popolazione di Perù e Bolivia.

## Descrizione

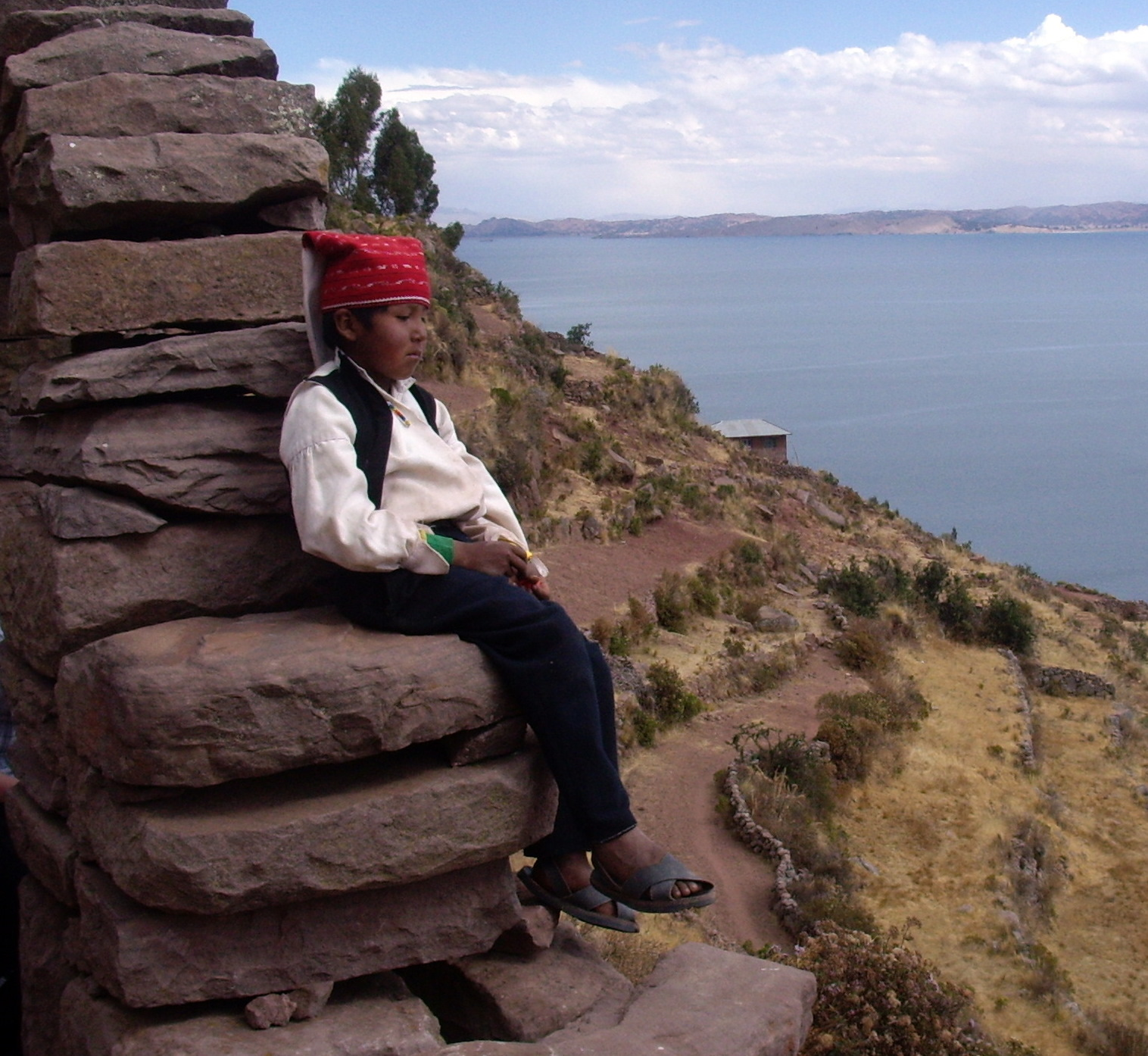
Ragazzo dell'isola di Taquile, in costume tipico

I quechua provengono probabilmente da una piccola regione nell'altopiano andino nel Perù meridionale. Hanno costituito il gruppo etnico più importante dell'impero Inca tanto che la loro lingua si è imposta come lingua ufficiale dell'impero. Le popolazioni quechua abitano una zona delle Ande centrali che occupa diversi stati sudamericani come Perù, Bolivia, Argentina ed Ecuador.

### Storia e cultura

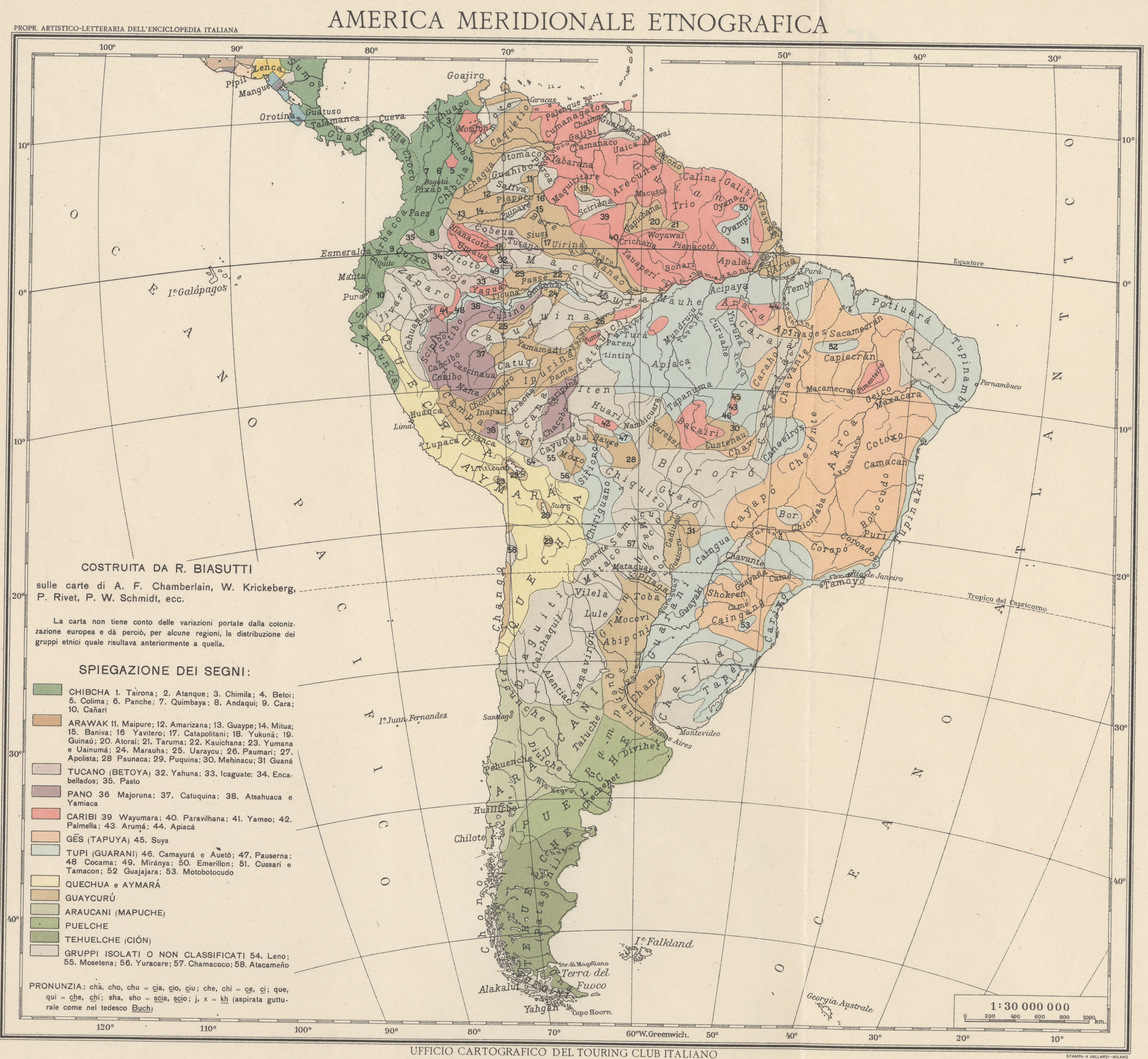
Mappa dei gruppi etnici in Sud America nel 1937. La distribuzione dei Quechua è evidenziata in giallo chiaro.

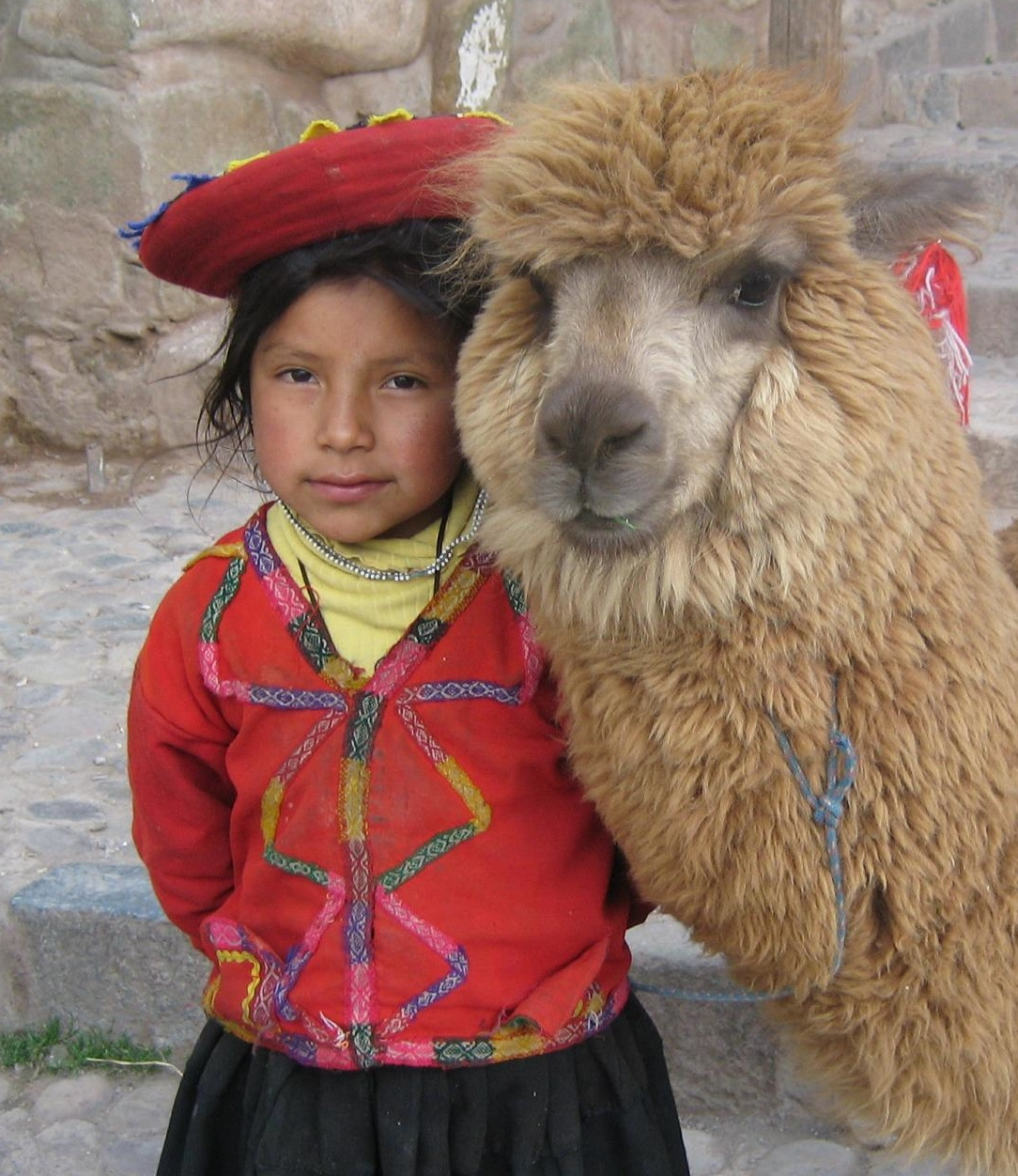
Cusco, Plaza de Armas. Una ragazza indossa abiti tradizionali accanto ad un lama.

Nonostante le diversità sul piano etnico e linguistico, i vari gruppi etnici quechua condividono numerose caratteristiche culturali comuni. Tradizionalmente l'identità quechua è orientata su base locale e, in ogni caso, fortemente legata al sistema economico della comunità. Nelle regioni meridionali degli altopiani il sistema economico è basato sull'agricoltura, mentre nelle regioni settentrionali di Puno è basato sull'allevamento e la pastorizia. La tipica comunità andina si trova in luoghi di elevata altitudine e ciononostante include la coltivazione di diverse varietà di cereali. La terra appartiene, in generale, all'ayllu, la comunità locale, ed è coltivata collettivamente oppure ridistribuita su base annuale. 
I grandi proprietari terrieri, a cominciare dall'epoca coloniale e poi in maniera più intensa con la nascita degli stati sudamericani indipendenti, si sono appropriati di tutta o di gran parte della terra coltivabile e costretto le popolazioni autoctone a lavorare per loro. Le aspre condizioni di sfruttamento hanno portato ripetutamente a rivolte da parte dei contadini che sono state soppresse con la forza. La più grande di queste rivolte ebbe luogo nel biennio 1780-1781 sotto la guida di Túpac Amaru II.
Alcuni contadini indigeni occuparono le terre dei loro antenati e espulsero gli hacendados nella seconda metà del XX secolo, come per esempio nel 1952 in Bolivia sotto il governo di Víctor Paz Estenssoro o nel 1968 in Perù sotto il governo di Juan Velasco Alvarado. Le riforme agrarie inclusero espropriazioni ai danni dei grandi proprietari terrieri e in Bolivia la terra venne redistribuita alla popolazione indigena come proprietà privata. Questa redistribuzione marcò un momento di discontinuità con la tradizionale cultura quechua e Aymara basata sulla proprietà comune, anche se in alcune regioni remote sono stati ripristinati gli ayllu, come nella comunità peruviana dei Q'ero. La lotta per il diritto alla terra rappresenta una costante di tutte le comunità quechua ed è combattuta senza tregua ancora nel XXI secolo. 
Per quanto riguarda la condivisione comune del lavoro nelle comunità andine esistono due modalità differenti: nel caso del Minka, le persone svolgono insieme un progetto per il comune interesse. Ayni, invece, è la reciproca assistenza, in cui i membri della Ayllu aiutano una famiglia a portare a termine un grande progetto privato, come la costruzione di una casa e in cambio viene promesso un aiuto dello stesso tipo per un progetto analogo.
La disintegrazione dell'economia tradizionale, per esempio, regionalmente con lo sfruttamento delle risorse minerarie, ha determinato la perdita progressiva di un'identità etnica comune ma anche dell'uso della lingua quechua. Tale perdita è inoltre il risultato di una continua e sostenuta migrazione verso le grandi aree urbane, specialmente Lima, che ha visto prevalere i modelli sociali della cultura spagnola sopra quelli della società andina.

### Lingua

Distribuzione dei dialetti quechua

Secondo alcune stime la popolazione di lingua quechua è compresa tra nove e quattordici milioni di persone che abitano: Perù, Bolivia, Ecuador, Cile, Colombia e Argentina. I vari dialetti quechua odierni sono in alcuni casi tanto differenti tra loro che non è possibile alcuna mutua comprensibilità. Questi dialetti derivano dalla lingua quechua parlata nell'impero inca di cui era oltre che la lingua più diffusa anche la lingua ufficiale. Il quechua non era la lingua esclusiva degli Incas ma era parlata anche da alcune popolazioni che ne sono stati i tradizionali rivali: gli Huanca, i Chanka e i Cañaris. Il quechua era inoltre parlato già prima degli Incas di Cusco, per esempio, i Wanka, mentre altre popolazioni, specialmente in Bolivia ma anche in Ecuador, adottarono il quechua solo con l'avvento dell'impero Inca o in un periodo successivo. In epoca moderna il quechua è lingua ufficiale in Perù e in Bolivia.

### Religione

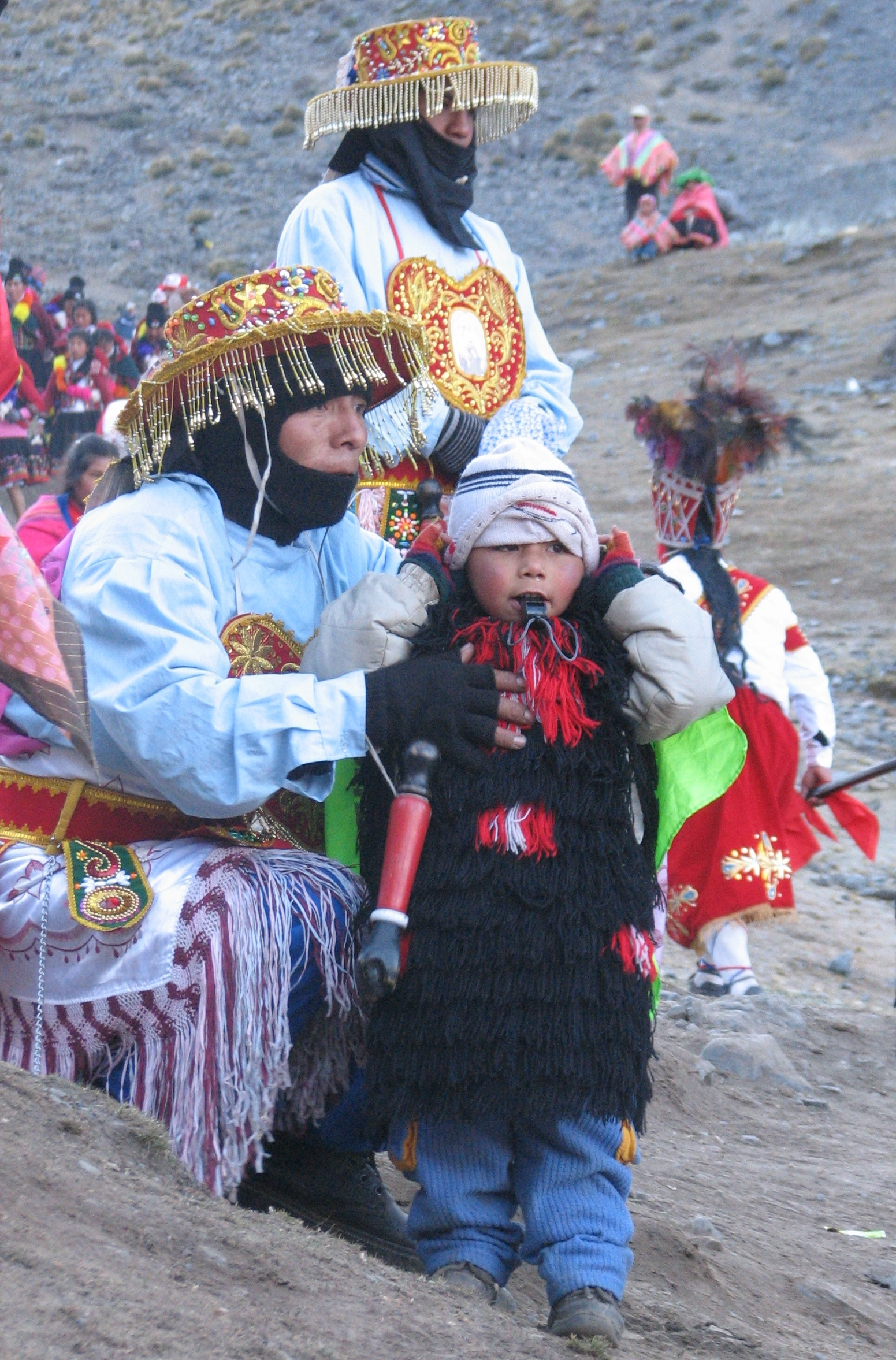
Cusco, giovane danzatore durante la festività in onore di Taytacha Qoyllur Rit'i

Tutti i quechua delle Ande professano, almeno formalmente, la religione Cattolica sin dall'epoca coloniale. Ciononostante, forme religiose tradizionali persistono in diverse regioni, mescolate ad elementi cristiani. Le tradizioni religiose dei quechua sono condivise da altri gruppi e sottogruppi etnici delle Ande, in particolare quella per Pachamama, la Madre Terra, dea della fertilità in onore della quale vengono bruciate offerte e libagioni in maniera regolare. Anche gli apu, gli spiriti della montagna, occupano una posizione privilegiata nella tradizione andina, così come altre divinità minori locali che sono ancora venerate specialmente nel Perù meridionale.
Alcuni miti sono poi collegati al genocidio subito ad opera dei conquistadores spagnoli. In particolare quello di Nak'aq o Pishtaco, il macellaio, un assassino bianco che succhia il grasso fuori dal corpo degli indigeni che uccide. Nel mito di Wiraquchapampa, i Q'ero, descrivono la vittoria degli apu sopra gli invasori spagnoli. Dei miti ancora diffusi, quello di Inkarrí è particolarmente interessante e forma un elemento culturale di collegamento fra i quechua che abitano la regione compresa tra Ayachuco e Cusco. Un altro esempio tipico è quello del pellegrinaggio verso il santuario del signore di Qoyllur Rit'i, nella valle del monte Sinakara, vicino a Cusco, e che mescola elementi panteistici a motivi tipicamente cristiani.

### Episodi di discriminazione

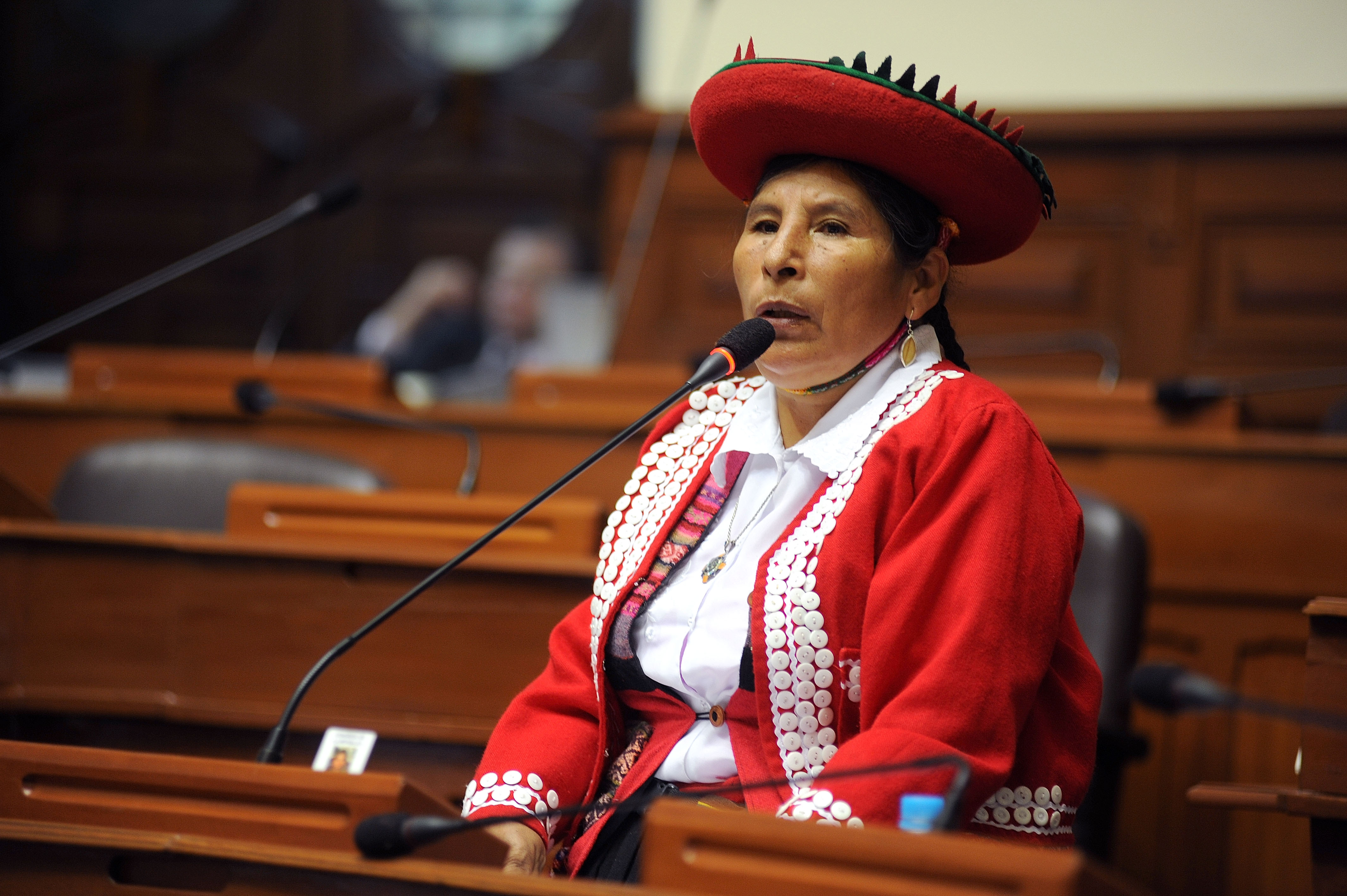
Hilaria Supa Huamán, attivista quechua per i diritti civili e politica peruviana.

Ancora in tempi recenti, i quechua continuano ad essere vittima di conflitti politici e di persucuzioni etniche. Durante la guerra civile che ha insaguinato negli anni Ottanta il Perù, la lotta tra il governo centrale e i terroristi di Sendero Luminoso ha fatto innumerevoli vittime tra i civili. Secondo alcune stime i quechua hanno subito oltre settantamila morti, dove le parti in guerra hanno coinvolto prevalentemente creoli e mestizos. 
La politica di sterilizzazione forzata, durante la presidenza di Alberto Fujimori, coinvolse quasi esclusivamente donne quechua ed Aymara su un totale di duecentomila trattamenti. Il regista boliviano Jorge Sanjines cercò di portare all'attenzione del grande pubblico la questione delle sterilizzazioni forzate già nel 1969 attraverso il film in lingua quechua Yawar Mallku.
Una costante discriminazione etnica continua ad essere perpetuata anche a livello parlamentare. Quando i neoeletti membri del parlamento peruviano, Hilaria Supa Huamán e María Sumire, prestarono giuramento per il loro incarico in lingua quechua, il presidente del parlamento, Martha Hildebrandt, e il parlamentare Carlos Torres Caro rifiutarono il loro discorso di accettazione.

### Caratteristiche somatiche
Tra i caratteri fisici più distintivi si possono citare: la carnagione bruno-olivastra, la testa grossa, la faccia ovale, la fronte convessa, le mascelle forti, gli zigomi sporgenti, gli occhi orizzontali, piccoli, neri con congiuntiva giallastra e sopracciglia arcuate; i capelli neri, spessi, lunghi e lisci, la quasi totale mancanza di barba; i muscoli sviluppati, il petto largo, le estremità piccole, le caviglie sottili; una macchia dermopigmentata polimorfa temporanea sacro-coccigea.

## Personaggi notevoli
- Atahualpa Yupanqui, cantante e musicista argentino
- Alejandro Toledo, primo Presidente del Perù di origine quechua
- Martín Chambi, fotografo
- Diego Quispe Tito, pittore
- Túpac Amaru II, rivoluzionario
- Tránsito Amaguaña, attivista ecuadoregna
- Juan Santos Atahualpa, ribelle
- Garcilaso de la Vega, storico peruviano
- Simón Iturri Patiño, uomo d'affari boliviano
- Hernán Huarache Mamani, scrittore peruviano
- Doña Rosa Sisalima, famosa curandera ecuadoregna.